# 林頼三郎
林 頼三郎（はやし らいざぶろう、1878年（明治11年）9月6日 - 1958年（昭和33年）5月7日）は、日本の刑法学者。検事総長・大審院院長・司法大臣を歴任した。旧姓・三輪。現在の埼玉県行田市出身。

## 生涯
三輪礼三の四男として生まれた。父は忍藩の御典医だったが、製粉業に失敗し、貧しい生活を強いられた。忍高等小学校在学中、父が病気となり、途中、北埼玉郡役所給仕となる。家計を助ける傍ら、出勤前早朝に恩師の自宅で英語を学ぶ努力家であり、16歳のときにその人物を見込まれ、政治家で北埼玉郡長林有章の養子となる。同年、弁護士書生をしながら、東京法学院（中央大学の前身）に進学、法学博士の学位を得、法曹界に重きをなした。
検事となり「思想検事」系列に連なる。法曹会の会員で、1919年（大正8年）末、三・一独立運動に関する平沼騏一郎検事総長宛の視察調査報告では、「思想犯の社会からの隔離」を提言。これは後の1941年（昭和16年）の新治安維持法において、行刑や思想犯保護観察法も絡め、予防拘禁として盛り込まれた。また司法次官時代には、小山松吉検事総長らと、実際の治安維持法が初めて適用された京都学連事件にも関わった。
一方、母校の中央大学、横浜専門学校（現在の神奈川大学）などで教育振興にも尽力し、故郷の行田市水城公園には顕彰碑が建立されている。ちなみに、中央大学法学部出身の俳優丹波哲郎は親戚にあたり、丹波自身、「仙台二校を3度受けても入らない。中央大学に入ったのも、総長の林頼三郎が親戚だったので、入れていただいた」と後年語っている。
1958年（昭和33年）には行田市の初代名誉市民に推挙された。同年5月7日に死去。死去に当たり勅使が派遣され、祭粢料を賜った。

## 略歴

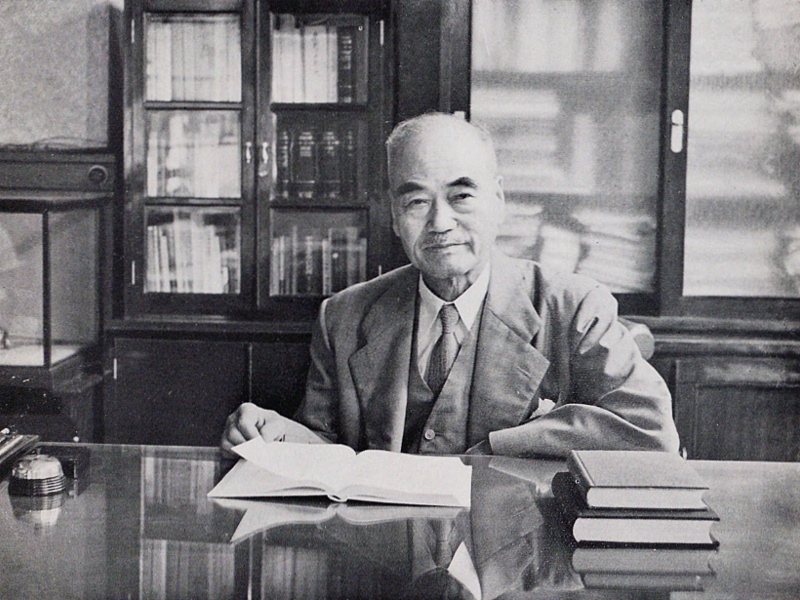
中央大学総長時代（1955年）

- 1891年（明治24年） 北埼玉郡役所給仕
- 1893年（明治26年） 東京法学院（中央大学の前身）に入学
- 1897年（明治30年） 判事検事登用試験に合格し、水戸区裁判所検事代理着任（同年弁護士試験にも合格）
- 1920年（大正9年） 刑事法に関する業績により、法学博士号を授与
- 1929年（昭和4年） 横浜専門学校設立、初代校長
- 1932年（昭和7年） 検事総長
- 1935年（昭和10年） 大審院長
- 1936年（昭和11年） 広田弘毅内閣司法大臣
- 1937年（昭和12年） 1月23日、貴族院議員[10]（-1938年12月9日[11]、研究会所属[1]）
- 1938年（昭和13年） 中央大学学長
- 1945年（昭和20年） 枢密顧問官
- 1947年（昭和22年） 公職追放
- 1952年（昭和27年） 再び中央大学理事長から総長に就任
- 晩年は私立学校振興会長、中央教育審議会委員等を務めた

## 栄典
位階
- 1899年（明治32年）
  - 10月16日 - 正八位[12]
  - 12月20日 - 従七位[12]
- 1900年（明治33年）9月21日 - 正七位[12]
- 1904年（明治37年）5月10日 - 従六位[12]
- 1907年（明治40年）12月10日 - 正六位[12]
- 1911年（明治44年）3月10日 - 従五位[12]
- 1916年（大正5年）3月31日 - 正五位[12]
- 1921年（大正10年）4月20日 - 従四位[12]
- 1926年（大正15年）5月1日 - 正四位[12][13]
- 1936年（昭和11年）3月16日 - 正三位[12]
- 1943年（昭和18年）2月1日 - 従二位[14]
- 1958年（昭和33年）5月7日 - 正二位

勲章等
- 1911年（明治44年）6月28日 - 勲六等瑞宝章[12]
- 1915年（大正4年）
  - 6月26日 - 勲五等瑞宝章[12]
  - 11月10日 - 大礼記念章（大正）[12]
- 1917年（大正6年）6月26日 - 勲四等瑞宝章[12]
- 1921年（大正10年）6月27日 - 勲三等瑞宝章[12]
- 1927年（昭和2年）4月16日 - 旭日中綬章[12]
- 1928年（昭和3年）
  - 4月21日 - 金杯一組[12]
  - 6月25日 - 勲二等瑞宝章[12]
  - 11月10日 - 大礼記念章（昭和）[12]
- 1930年（昭和5年）12月5日 - 帝都復興記念章[15]
- 1935年（昭和10年）6月11日 - 勲一等瑞宝章[12][16]
- 1938年（昭和13年）11月2日 - 銀杯一組[12]
- 1940年（昭和15年）8月15日 - 紀元二千六百年祝典記念章[17]
- 1943年（昭和18年）4月10日 - 旭日大綬章[18]

外国勲章佩用允許
- 1937年（昭和12年）11月22日 - ドイツ国：ドイツ鷲大十字勲章[12][19]

称号
- 1958年（昭和33年）5月3日 - 埼玉県行田市から名誉市民称号が贈られる[8]。

## 著書
- 『刑事訴訟法要義 総則 上下巻』中央大学、1924年。
- 述『刑法総論』矢田長次郎、1924年。